# Poikilospermum suaveolens
Poikilospermum suaveolens là loài thực vật có hoa trong họ Tầm ma. Loài này được (Blume) Merr. miêu tả khoa học đầu tiên năm 1934.